# Лустиг, Бранко
Бранко Лустиг (хорв. Branko Lustig; 10 июня 1932, Осиек — 14 ноября 2019) — хорватский и американский продюсер и актёр.

## Биография
Выходец из еврейской семьи. Будучи ребёнком, был интернирован в концентрационных лагерях Освенцим и Берген-Бельзен во время второй мировой войны. Его номер в Освенциме был 83317, о чём он объявил во время своей благодарственной речи на 66-й церемонии вручения премии «Оскар», когда получил «Оскар» за лучший фильм в качестве продюсера фильма «Список Шиндлера» (1993).
Лустиг начал свою кинокарьеру в 1955 году, в качестве ассистента режиссёра в Jadran Film, государственной кинопроизводственной компании в Загребе. В 1956 году работал директором фильма «Не оборачивайся, сын» (хорв. Ne okreći se sine), драмы о Второй мировой войне. В 1980 годах Лустиг работал на короткометражными сериями «Огненный смерч» и «Огненный смерч и пепел». В тот же год переехал в США.
В 1994 году стал первым хорватом, который получил премию «Оскар» за лучший фильм — «Список Шиндлера». Ранее он также был отмечен «Золотым глобусом» за работу над данным фильмом.
В 2001 году он был удостоен второго «Оскара» и «Золотого глобуса» за фильм «Гладиатор». Бранко Лустиг — единственный хорват, который был награждён «Оскаром» два раза. Другие крупные голливудские фильмы, над которыми он работал в качестве продюсера или исполнительного продюсера, включают: «Миротворец» (1997), «Ганнибал» (2001), «Чёрный ястреб» (2001) и многих других. В некоторых фильмах он также появлялся в небольших ролях.
Хорватский президент Франьо Туджман наградил его орденом князя Трпимира. Почётный доктор Загребского университета (2008).
В 2008 году он основал с Филом Блейзером в Лос-Анджелесе фирму производства Six Point Films, «чтобы производить фильмы, глубоко волнующие и способствование мышлению».
С 2008 года — почётный президент Еврейского кинофестиваля в Загребе.
Почётный гражданин Загреба.
Лустиг умер в Загребе, Хорватия, 14 ноября 2019 года, в возрасте 87 лет.

## Фильмография

### Продюсер
- Случай (1969)
- Огненный смерч (1983)
- Нарковойны (1990)
- Смертельные узы (1991)
- Пришельцы (1992)
- Список Шиндлера (1993)
- Миротворец (1997)
- Гладиатор (2000)
- Ганнибал (2001)
- Чёрный ястреб (2001)
- Царство небесное (2005)
- Хороший год (2006)

### Актёр
- Козара (1962)
- Список Шиндлера (1993)
- Миротворец (1997)